# Susan Blakely
Susan Blakely (Frankfurt, Alemanha, 7 de setembro de 1948) é uma atriz teuto-americana que atuou principalmente em papéis coadjuvantes, dentre eles, na telessérie Falcon Crest, de 1990.

## Filmografia

### Filmes
| Ano  | Titulo                       | Personagem           | Notas        |
| ---- | ---------------------------- | -------------------- | ------------ |
| 1972 | Savages                      | Cecily               |              |
| 1973 | The Way We Were              | Judianne             |              |
| 1974 | The Lords of Flatbush        | Jane Bradshaw        |              |
| 1974 | The Towering Inferno         | Patty Duncan Simmons |              |
| 1975 | Report to the Commissioner   | Patty Butler         |              |
| 1975 | Shampoo                      |                      | Sem créditos |
| 1975 | Capone                       | Iris Crawford        |              |
| 1979 | Dreamer                      | Karen                |              |
| 1979 | The Concorde ... Airport '79 | Maggie Whelan        |              |
| 1987 | Over the Top                 | Christina Hawk       |              |
| 1987 | The Survivalist              | Linda Ryan           |              |
| 1989 | Dream a Little Dream         | Cherry Diamond       |              |
| 1989 | My Mom's a Werewolf          | Leslie Shaber        |              |
| 1990 | Out of Sight, Out of Mind    | Alice Lundgren       |              |
| 1992 | Russian Holiday              | Susan Dennison       |              |
| 1994 | Seven Sundays                | Alice                |              |
| 1999 | Gut Feeling                  |                      |              |
| 2001 | Crash Point Zero             | ond                  |              |
| 2002 | Hungry Hearts                | Barbi Harris         |              |
| 2004 | L.A. Twister                 | Vivian               |              |
| 2005 | Hate Crime                   | Martha Boyd          |              |
| 2008 | Grizzly Park                 | Camper               |              |
| 2008 | Mating Dance                 | Abby's Mother        |              |
| 2010 | The Genesis Code             | Beverly Truman       |              |
| 2011 | Beverly Hills Chihuahua 2    | Vivian Ashe          |              |
| 2013 | Green Briefs                 | Theresa              |              |
| 2017 | Displacement                 | Carol Sinclair       |              |

### Televisão
| Ano        | Título                                     | Personagem                              | Notas                                              |
| ---------- | ------------------------------------------ | --------------------------------------- | -------------------------------------------------- |
| 1976       | Rich Man, Poor Man                         | Julie Prescott                          |                                                    |
| 1976       | Rich Man, Poor Man Book II                 | Julie Prescott                          |                                                    |
| 1977       | Secrets                                    | Andrea Fleming                          | Filme para televisão                               |
| 1980       | Make Me an Offer                           | Joyce Windsor                           | Filme para televisão                               |
| 1980       | A Cry for Love                             | Polly Harris                            | Filme para televisão                               |
| 1981       | The Oklahoma City Dolls                    | Sally Jo Purkey                         | Filme para televisão                               |
| 1981       | The Bunker                                 | Eva Braun                               | Filme para televisão                               |
| 1983       | Will There Really Be a Morning?            | Frances Farmer                          | Filme para televisão                               |
| 1984       | The Hitchhiker                             | Melody                                  | Episódio: "Remembering Melody"                     |
| 1985       | Stingray                                   | Evelyn Decter                           | Filme para televisão                               |
| 1985       | The Love Boat                              | Nicole Phillips                         | 2 episódios                                        |
| 1986       | Blood & Orchids                            | Marie Farrell                           | Filme para televisão                               |
| 1986       | Annihilator                                | Layla                                   | Filme para televisão                               |
| 1986       | The Ted Kennedy Jr. Story                  | Joan Kennedy                            | Filme para televisão                               |
| 1987       | The Twilight Zone                          | Linda Wolfe                             | Episódio: "The Card/The Junction"                  |
| 1985–1987  | Hotel                                      | Marion Thorne / Dr. Ann Vargo / Allison | 3 episódios                                        |
| 1987       | Fatal Confession: A Father Dowling Mystery | Patricia Erdain                         | Filme para televisão                               |
| 1988       | Broken Angel                               | Catherine Coburn                        | Filme para televisão                               |
| 1988       | April Morning                              | Sarah Cooper                            | Filme para televisão                               |
| 1988       | Hiroshima Maiden                           | Betty Bennett                           | Filme para televisão                               |
| 1988       | Ladykillers                                | Lilah Corbett                           | Filme para televisão                               |
| 1988       | In the Heat of the Night                   | Claudia Merrill                         | Episódio: "The Family Secret"                      |
| 1990       | The Incident                               | Billie                                  | Filme para televisão                               |
| 1990       | Falcon Crest                               | Anne Bowen                              | 3 episódios                                        |
| 1990       | Dead Reckoning                             | Alex Barnard                            | Filme para televisão                               |
| 1990       | Murder Times Seven                         | Gert Kiley                              | Filme para televisão                               |
| 1991       | And the Sea Will Tell                      | Gail Bugliosi                           | Filme para televisão                               |
| 1991       | Blackmail                                  | Lucinda                                 | Filme para televisão                               |
| 1991       | Wildflower                                 | Ada Guthrie                             | Filme para televisão                               |
| 1992       | Against Her Will: An Incident in Baltimore | Billie                                  | Filme para televisão                               |
| 1992       | Intruders                                  | Leigh Holland                           | Miniseries                                         |
| 1993       | No Child of Mine                           | Peggy Young                             | Filme para televisão                               |
| 1994       | Walker, Texas Ranger                       | Meredith Clancy                         | Episódio: "Deadly Vision"                          |
| 1994       | The True Story of the Menendez Murders     | Leslie Abramson                         | Filme para televisão                               |
| 1989–1994  | Murder, She Wrote                          |                                         | 4 episódios                                        |
| 1995       | Step by Step                               | Pam Marshall                            | Episódio: "She Came in Through the Bedroom Window" |
| 1995-2000  | Diagnosis: Murder                          |                                         | 2 episódios                                        |
| 1996       | Co-ed Call Girl                            | Teri Halbert                            | Filme para televisão                               |
| 1996       | Color Me Perfect                           | Dr. Linda Ryan                          | Filme para televisão                               |
| 1998       | Broken Silence: A Moment of Truth Movie    | Margaret Carlyle                        | Filme para televisão                               |
| 1998       | 7th Heaven                                 | Elizabeth Brown                         | Episódio: "And a Nice Chianti"                     |
| 2000       | Chain of Command                           | Meg Danforth                            | Filme para televisão                               |
| 2000       | The Perfect Nanny                          | Dr. Julia Bruning                       | Filme para televisão                               |
| 2000       | Her Married Lover                          | Laura Mannhart                          | Filme para televisão                               |
| 2001       | Baywatch Hawaii                            |                                         | Episódio: "The Return Of Jessie"                   |
| 2001       | A Mother's Testimony                       | Donna Mulroney                          | Filme para televisão                               |
| 2001       | Strong Medicine                            | Camille Cantrell                        | Episódio: "Rebirth"                                |
| 2005       | The Perfect Neighbor                       | Jeannie Costigan                        | Filme para televisão                               |
| 2006       | Cold Case                                  | Mollie Felice                           | Episódio: "Baby Blues"                             |
| 2007       | Side Order of Life                         | Margot McIntyre                         | 3 episódios                                        |
| 2007       | Nip/Tuck                                   | Valerie Farrell                         | Episódio: "Everett Poe"                            |
| 2008       | Murder 101: New Age                        | Camilla Meera                           | Filme para televisão                               |
| 2008       | Two and a Half Men                         | Angie                                   | 2 episódios                                        |
| 2010       | Brothers & Sisters                         | Celia Calmartin                         | Episódio: "Faking It"                              |
| 2009, 2011 | Southland                                  | Linda Sherman                           | 2 episódios                                        |
| 2012       | Cougar Town                                | Betsy                                   | Episódio: "Ways to Be Wicked"                      |
| 2013       | The Perfect Boyfriend                      | Clara                                   | Filme para televisão                               |
| 2017       | NCIS                                       | Dr. Cadence Darwin                      | Episódio: "Exit Strategy"                          |
| 2017       | Crazy Ex-Girlfriend                        | Gigi Plimpton                           | Episódio: "Josh Is Irrelevant."                    |
| 2017–2018  | This Is Us                                 | Anne                                    | Função recorrente                                  |